# گمینا یانوو (استان سیلسیان)
گمینا یانوو (استان سیلسیان) (به لهستانی:  Gmina Janów) یک گمینا در لهستان است که در شهرستان چنستوخووا واقع شده‌است. گمینا یانوو ۱۴۶٫۹۶ کیلومتر مربع مساحت و ۶٬۰۱۹ نفر جمعیت دارد.